# متهموگلوبینمی ۶۷۷۰
سیارک ۶۷۷۰ (به انگلیسی: 6770 Fugate، نامگذاری:1985QR) شش هزار و هفتصد و هفتادمین سیارک کشف شده‌است که در ۲۲ اوت ۱۹۸۵ کشف شد.
قدر مطلق سیارک برابر ۱۲٫۱۰ است.